# Нерохи
Неро́хи (рос. Нерохи) — присілок у складі Березовського району Ханти-Мансійського автономного округу Тюменської області, Росія. Входить до складу Хулімсунтського сільського поселення.
Населення — 9 осіб (2010, 12 у 2002).
Національний склад станом на 2002 рік: мансі — 75 %.